# الجمعية الملكية الكندية
الجمعية الملكية الكندية (بالفرنسية: Société royale du Canada)‏ والمعروفة أيضًا باسم أكاديميات الفنون والعلوم الإنسانية والعلوم في كندا، هي مجلس وطني ثنائي اللغة للعلماء الكنديين البارزين والإنسانيين والعلماء والفنانين. الهدف الأساسي لمركز المجلس هو تعزيز التعلم والبحث في الفنون والعلوم الإنسانية والعلوم. الجمعية هي الأكاديمية الوطنية الكندية وهي موجودة لتعزيز البحث الكندي والإنجاز العلمي باللغتين الرسميتين، والاعتراف بالتميز الأكاديمي والفني، وإسداء المشورة للحكومات والمنظمات غير الحكومية والكنديين بشأن المسائل ذات الاهتمام العام.

## التاريخ
في أواخر سبعينات القرن التاسع عشر، قرر الحاكم العام لكندا، ماركيز لورن، أن كندا تحتاج إلى مؤسسة ثقافية لتعزيز البحث العلمي الوطني والتنمية. ومنذ ذلك الوقت، ظل المحافظون العامون القادمون معنيين بشؤون الجمعية. في عام 1882، تأسست الجمعية الملكية الكندية برعاية شخصية من ماركيز لورن. وبعد ذلك بعام، في عام 1883، دُمِجَت الجمعية بموجب قانون برلمان كندا.
منذ تأسيسها حتى أوائل القرن العشرين، قام هيكل الجمعية بتقليد نموذج الجمعية الملكية في لندن، ولكن مع الإضافة المهمة للأدب والعناصر الأخرى الموجودة في معهد فرنسا. مثل نظرائهم، كانت العضوية في الجمعية محدودة وبالانتخاب. في البداية، تم تقسيم الجمعية إلى أربعة أقسام، كل قسم من 20 زميلًا. هذه الأقسام هي:
1. الأدب الفرنسي، التاريخ، علم الآثار.
2. الأدب الإنجليزي والتاريخ والآثار.
3. العلوم الرياضية والفيزيائية والكيميائية.
4. العلوم الجيولوجية والبيولوجية.

تضمن الزملاء المؤسسون للجمعية السير ساندفورد فليمينغ، منشئ النظام العالمي للتوقيت القياسي، والسير ويليام أوسلر، أحد أعظم الأطباء في عصره. تم ترشيح زملاء الجمعية من قبل لجنة يديرها مدير جامعة مكغيل، السير جون وليام داوسون، ومن قبل رئيس وزراء كيبيك السابق، بيير شوفو. كان هذان الرجلان بمثابة الرئيسين الأول والثاني للجمعية.
مع زيادة المنح الدراسية والبحوث الكندية، نمت الجمعية أيضًا. في غضون ثلاثة عقود، تضاعفت زمالة الجمعية في العدد. بعد عدة مراحل من إعادة الهيكلة، طورت الجمعية تنظيمها المعاصر. في عام 2010، تم انتخاب معالي الرايت أونرابل ديفيد لويد جونستون، الحاكم العام لكندا، كزميل فخري للجمعية.

## التنظيم والغرض
تتكون الجمعية الملكية الكندية حاليًا من أكثر من 2000 زميل: رجال ونساء من جميع فروع التعلم الذين قدموا مساهمات في الفنون والعلوم الإنسانية والعلوم، وكذلك في الحياة العامة الكندية. في الوقت الحاضر، تتكون الزمالة من أربع فئات: الزملاء المنتخبين بانتظام، الزملاء المنتخبين بشكل خاص، الزملاء الأجانب والزملاء الفخريين.
في كل عام، يتم انتخاب ما يقرب من 80 شخصًا للزمالة. تضم هذه المجموعة ما يقرب من 75 زميلًا منتخبًا بشكل منتظم أوصت به الأقسام، وما يصل إلى ستة زملاء منتخبين بشكل خاص، وما يصل إلى أربعة زملاء أجانب، وحد أقصى زميل فخري. يتكون مركز الجمعية من ثلاث أكاديميات ثنائية اللغة، بما في ذلك مجموعة واسعة من التخصصات العلمية والمجالات الفنية.

## كلية العلماء والفنانين والعلماء الجدد
تأسست كلية العلماء والفنانين والعلماء الجدد في الجمعية في عام 2014 لتمثيل الجيل الناشئ من القادة الفكريين في كندا. تنتخب 80-100 عضو كل عام، الذين أظهروا مستوى عالٍ من الإنجازات في المرحلة المبكرة من حياتهم المهنية. في وقت الانتخاب، يجب أن يكون أعضاء الكلية قد حصلوا على درجة الدكتوراه أو ما يعادلها خلال الـ 15 سنة الماضية. يتبع تعيين المرشحين للكلية إجراءات مماثلة مثل الترشيح لزملاء الجمعية.

## الأعضاء المؤسسون
بدأ مركز الجمعية رسميًا برنامج الأعضاء المؤسسيين في عام 2004. كان الهدف هو توفير آلية يمكن للجمعية من خلالها تطوير برامجها بالاشتراك مع الجامعات الكندية، والتي يمكن من خلالها للجامعات الحصول على مدخلات رسمية ومباشرة في التنظيم الاستراتيجي والحوكمة للجمعية. تسهل هذه العلاقة الوثيقة ترشيح زملاء جدد من جميع الجامعات الكندية، وتوفر وسيلة للجمعية لرعاية الأنشطة العلمية في المؤسسات من جميع الأحجام في جميع أنحاء كندا. في الوقت الحاضر 46 جامعة والمجلس الوطني للبحوث في كندا هم أعضاء مؤسسون في الجمعية.

## الميداليات والجوائز

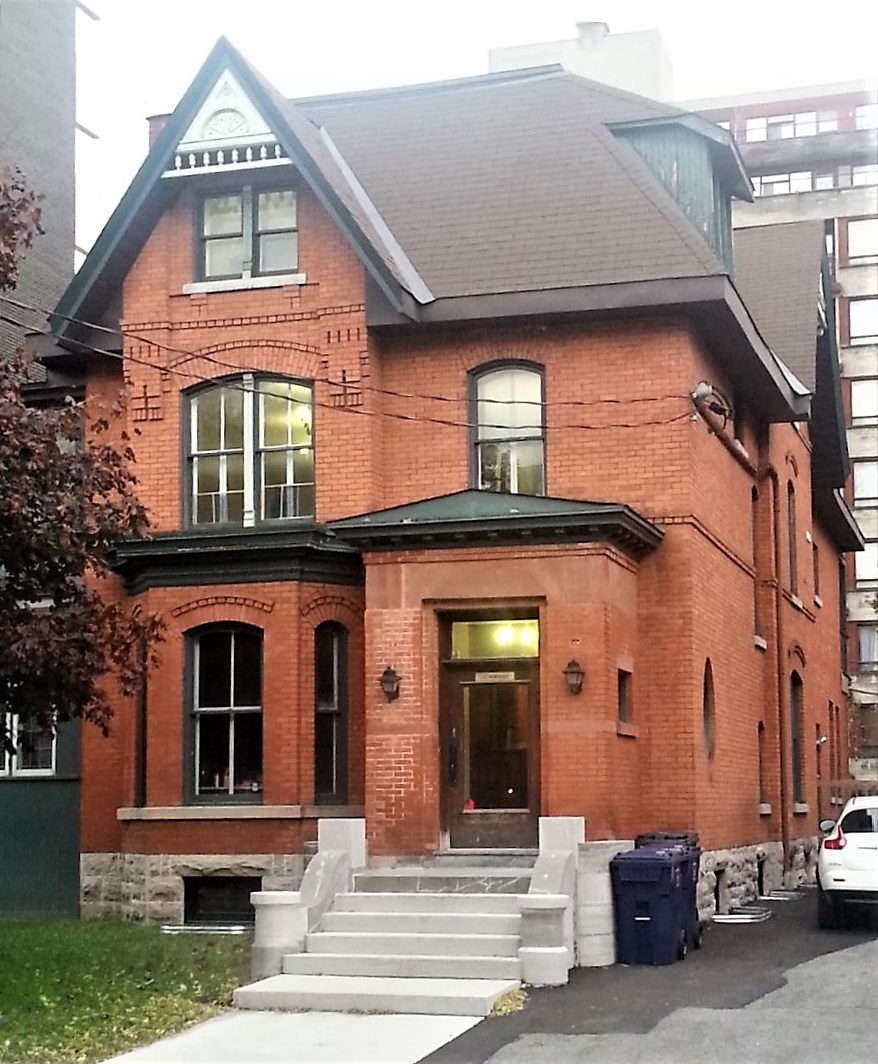
مقر الجمعية الملكية الكندية في أوتاوا

يعترف مركز الجمعية بالإنجازات البارزة في البحث والابتكار من خلال منح الميداليات والجوائز. تُمنح جوائز عشرون جمعية على أساس سنوي أو كل سنتين وتتكون إما من ميداليات أو شهادات، بعضها مع جوائز نقدية. هذه الجوائز هي كما يلي:
- جائزة في دراسات النوع الاجتماعي لتكريم المساهمات الكبيرة التي قدمها باحث كندي في العلوم الإنسانية والاجتماعية «لتعزيز فهمنا للقضايا المتعلقة بالنوع الاجتماعي».
- جائزة بانكروفت للنشر والتعليم والبحث في علوم الأرض التي ساهمت بشكل واضح في فهم الجمهور وتقديره للموضوع.
- وسام المئوية لتكريم الأفراد والمنظمات الذين قدموا مساهمات بارزة في هدف الجمعية والتعرف على الروابط مع المنظمات الدولية.
- ميدالية هنري مارشال توري للبحث المتميز في فرع لعلم الفلك والكيمياء والرياضيات والفيزياء.
- وسام إنيس-جيرين لمساهمة متميزة ومستمرة في أدب العلوم الاجتماعية بما في ذلك الجغرافيا البشرية وعلم النفس الاجتماعي.
- وسام جي بي تايرل التاريخي للعمل المتميز في تاريخ كندا.
- جائزة جون ساينج عن البحث المتميز في أي موضوع رياضي.
- ميدالية لورن بيرس لتحقيق أهمية خاصة وجدارة واضحة في الأدب الخيالي أو النقدي المكتوب إما باللغة الإنجليزية أو الفرنسية (الأدب النقدي الذي يتعامل مع الموضوعات الكندية له الأولوية على الأدب النقدي ذي الجدارة المتساوية التي لا تتعامل مع الموضوعات الكندية).
- ميدالية ميروسلاو رومانسكي لمساهمات كبيرة في حل الجوانب العلمية للمشكلات البيئية أو لإدخال تحسينات مهمة على جودة النظام البيئي في جميع الجوانب -الأرضية والجوية والمائية- التي تم الحصول عليها بوسائل علمية.
- ميدالية بيري تشاوفو لمساهمة متميزة في المعرفة في العلوم الإنسانية بخلاف الأدب الكندي والتاريخ الكندي.
- وسام رذرفورد التذكاري للبحث المتميز في الكيمياء.
- وسام رذرفورد التذكاري للبحث المتميز في الفيزياء.
- وسام السير جون ويليام داوسون لمساهمات مهمة ومستمرة في مجالين يهمان مركز بحوث الجمعية أو في البحوث متعددة التخصصات.
- جائزة أليس ويلسون للمؤهلات الأكاديمية المتميزة لامرأة تدخل في مهنة دراسية أو بحثية على مستوى ما بعد الدكتوراه.
- يتم منح وسام فلاول لمساهمة بارزة في العلوم البيولوجية خلال السنوات العشر السابقة أو لإضافات مهمة لمساهمة بارزة سابقة في العلوم البيولوجية.
- ميدالية ماكلوغلين لأبحاث مهمة للتميز المستمر في أي فرع من فروع العلوم الطبية.
- ميدالية مكنايل للقدرة المتميزة على تعزيز العلوم وإبلاغ الطلاب والجمهور داخل كندا.
- وسام ويلت ميلر للبحث المتميز في أي من علوم الأرض.
- جائزة كونراد أديناور للأبحاث لتعزيز التعاون الأكاديمي بين كندا وجمهورية ألمانيا الاتحادية، مقدمة لتكريم السجل الأكاديمي الكامل للباحث.
- يسمح كرسي مايكل سميث في علوم الأعصاب والصحة العقلية لجامعة كندية أو معهد أبحاث صحي بجذب عالم رئيسي في علم الأعصاب والصحة العقلية إلى كندا.

## اختلافات
على عكس الجمعية الملكية البريطانية في لندن التي تأسست عام 1660، تأسست الجمعية الملكية الكندية في وقت لاحق (1882) وتضم مجالًا أوسع، بما في ذلك الفنون والعلوم الإنسانية والعلوم الاجتماعية. وبالتالي، فإن الفنانين وعلماء الاجتماع مؤهلون أيضًا للانتخاب في المجتمع.
على عكس الأكاديمية الوطنية للعلوم في الولايات المتحدة الأمريكية، فإن الجمعية الملكية الكندية تُدرج الفنون والعلوم الإنسانية في مواضيعها وعضوياتها.

## روابط خارجية
- موقع الجمعية الملكية الكندية